# Michael Price (Komponist)

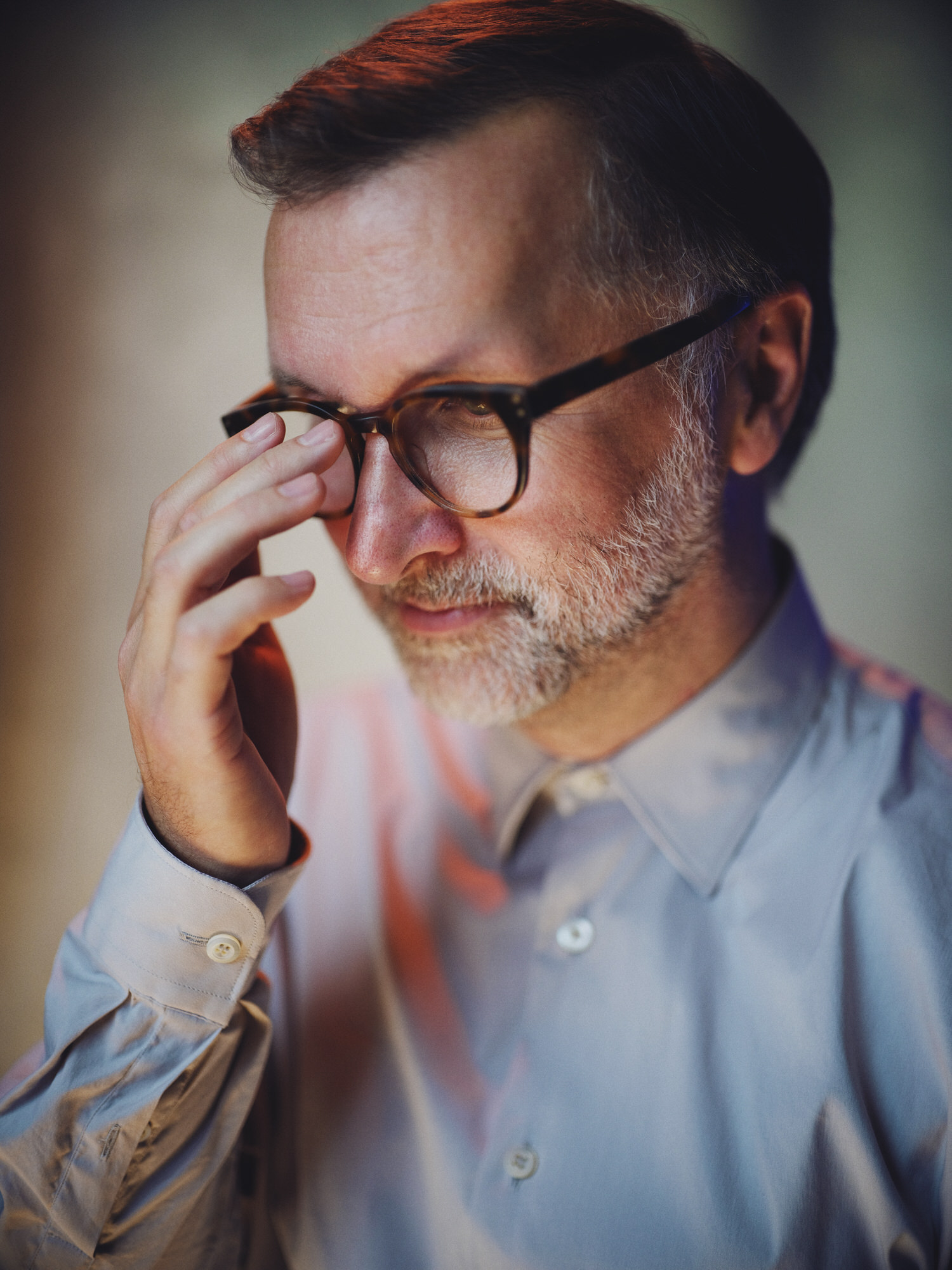
Michael Price

Michael Price ist ein britischer Komponist für Filmmusik.

## Leben
Price hatte zunächst eine Karriere als Komponist im Bereich des Zeitgenössischen Tanzes einschlagen, als der Komponist Michael Kamen ihn bat, bei der Produktion und an der Aufnahme der Musik für Event Horizon – Am Rande des Universums (1997) mitzuwirken. Im Anschluss produzierte Price die Filmmusik weiterer Filme mit und arbeitete als music editor u. a. an der Der-Herr-der-Ringe-Trilogie mit. Seit 2003 tritt er als eigenständiger Komponist für Film- und Fernsehproduktionen in Erscheinung. Zu seinen bekanntesten Arbeiten zählt die Musik zur Serie Sherlock, die er gemeinsam mit David Arnold entwickelt. Für ihre Arbeit an Sherlock – Sein letzter Schwur wurden die beiden bei der Primetime-Emmy-Verleihung 2014 mit einem Preis ausgezeichnet.
2015 veröffentlichte er ein erstes Musikalbum.

## Filmografie (Auswahl)
- 2008: Wild Child
- 2010: Wild Target – Sein schärfstes Ziel (Wild Target)[2]
- 2010–2017: Sherlock (Fernsehserie)
- 2012: Die fürchterliche Furcht vor dem Fürchterlichen (A Fantastic Fear of Everything)
- 2013: Another Me – Mein zweites Ich (Another Me)
- 2015–2023: Unforgotten (Fernsehserie)
- 2018: Ein Mops zum Verlieben (Patrick)
- 2019: Eternal Beauty
- 2020: Dracula (Miniserie)